# Rehab (Rihanna)
Rehab is een nummer van Rihanna. Het werd als achtste en laatste single uitgebracht van Rihanna's derde studioalbum Good Girl Gone Bad.

## Achtergrondinformatie
Het nummer is geschreven door Hannon Lane, Justin Timberlake en Timbaland, die het nummer ook hebben geproduceerd. Bovendien hebben de laatste twee vocaal bijgedragen in de brug.
"Rehab" kreeg gemengde recensies van fans en critici waarbij velen het nummer niet geschikt vonden als single. Ook wordt het muzikaal gezien als een nummer in de trant van Justin Timberlakes "What Goes Around...".

## Verschijnen
Het nummer zou op 11 augustus 2008 in het Verenigd Koninkrijk worden uitgebracht in plaats van "Disturbia", die in de rest van de wereld uitgebracht zou worden. Vanwege de populariteit van "Disturbia", die eerder de Britse hitlijsten inging, werd uiteindelijk gekozen voor een Britse release van "Disturbia". Besloten werd om het nummer "Breakin' Dishes" als achtste en laatste single uit te brengen. Later werd dit teruggedraaid en werd "Rehab" als achtste single uitgebracht. Het nummer werd op 7 oktober 2008 op de radio uitgebracht.

## Videoclip
De door Anthony Mandler geregisseerde videoclip is op 21 oktober 2008 opgenomen in de Vasquez Rocks Park, net buiten Los Angeles in de Verenigde Staten. De videoclip ging 17 november 2008 in première op MTV.com en gebruikt de kortste radio edit.
De videoclip begint met Rihanna, leunend in de woestijn tegen haar motorkap. Vervolgens ziet men Timberlake aangesneld op zijn motor die zich opfrist onder een openbare douchekop. Dan begint de muziek en zijn verschillende scènes te zien met Rihanna en Timberlake in zowel een trailer als in de woestijn. Timberlake speelt waarschijnlijk de ex van Rihanna en hij is overal aanwezig. De videoclip bevat dag- en nachtscènes en verschillende licht- en lenseffecten waarbij er gespeeld wordt met de kleur. Er worden groene en roze tinten gebruikt, terwijl de clip ook zwartwitscènes heeft.

## Tracklist
Voor de release als single is de albumversie van het nummer verkort en duurt vier minuten en vijf seconden in plaats van de oorspronkelijke vier minuten en vierenvijftig seconden. In deze single edit is de brug gehalveerd, de instrumentale outro verwijderd en eindigt het nummer door een fadeout.

### Promo-cd 1/iTunes-single
1. "Rehab" (Main) (H. Lane, T. Mosley, J. Timberlake) - 04:54
2. "Rehab" (Instrumental) (H. Lane, T. Mosley, J. Timberlake) - 04:54

### Promo-cd 2
1. "Rehab" (Radio Edit) (H. Lane, T. Mosley, J. Timberlake) - 04:20

### Promo-cd 3
1. "Rehab" (Main) (H. Lane, T. Mosley, J. Timberlake) - 04:54
2. "Rehab" (Instrumental) (H. Lane, T. Mosley, J. Timberlake) - 04:54
3. "Rehab" (Radio Edit) (H. Lane, T. Mosley, J. Timberlake) - 04:05

### Britse iTunes-single
1. "Rehab" (Live) - 04:46
2. "Rehab" (Video) - 04:45

## Hitnotering
| Rehab in de Nederlandse Top 40 - binnen: 17 januari 2009 | Rehab in de Nederlandse Top 40 - binnen: 17 januari 2009 | Rehab in de Nederlandse Top 40 - binnen: 17 januari 2009 | Rehab in de Nederlandse Top 40 - binnen: 17 januari 2009 | Rehab in de Nederlandse Top 40 - binnen: 17 januari 2009 | Rehab in de Nederlandse Top 40 - binnen: 17 januari 2009 | Rehab in de Nederlandse Top 40 - binnen: 17 januari 2009 | Rehab in de Nederlandse Top 40 - binnen: 17 januari 2009 | Rehab in de Nederlandse Top 40 - binnen: 17 januari 2009 | Rehab in de Nederlandse Top 40 - binnen: 17 januari 2009 | Rehab in de Nederlandse Top 40 - binnen: 17 januari 2009 | Rehab in de Nederlandse Top 40 - binnen: 17 januari 2009 | Rehab in de Nederlandse Top 40 - binnen: 17 januari 2009 | Rehab in de Nederlandse Top 40 - binnen: 17 januari 2009 |
| Week                                                     | 1                                                        | 2                                                        | 3                                                        | 4                                                        | 5                                                        | 6                                                        | 7                                                        | 8                                                        | 9                                                        | 10                                                       | 11                                                       | 12                                                       |                                                          |
| -------------------------------------------------------- | -------------------------------------------------------- | -------------------------------------------------------- | -------------------------------------------------------- | -------------------------------------------------------- | -------------------------------------------------------- | -------------------------------------------------------- | -------------------------------------------------------- | -------------------------------------------------------- | -------------------------------------------------------- | -------------------------------------------------------- | -------------------------------------------------------- | -------------------------------------------------------- | -------------------------------------------------------- |
| Nummer                                                   | 18                                                       | 10                                                       | 4                                                        | 3                                                        | 6                                                        | 10                                                       | 13                                                       | 15                                                       | 16                                                       | 24                                                       | 33                                                       | 39                                                       | uit                                                      |